# أورفال غروف
أورفال جروف (بالإنجليزية: Orval Grove)‏ (و. 1919 – 1992 م) هو لاعب كرة قاعدة  أمريكي، ولد في ويست مينيرال، مركز لعبه هو مرسل الكرة ‏، توفي في Carmichael, California ‏، عن عمر يناهز 73 عاماً.

## التعليم
تعلم في Proviso East High School ‏
.